# Děkanát Budyšín
Děkanát Budyšín je jedním z osmi římskokatolických děkanátů diecéze drážďansko-míšeňské v německé spolkové zemi Sasko. Do děkanátu náleží 16 farností s jednou konkatedrálou a 30 kostely.

## Farnosti, kostely a kaple
- Římskokatolická farnost Budyšín
  - Chrám svatého Petra – konkatedrála, Budyšín
  - Liebfrauenkirche – filiální kostel, Budyšín
  - Kostel svaté Kláry – klášterní kostel, Budyšín
- Římskokatolická farnost Bischofswerda
  - Kostel svatého Benna – farní kostel, Bischofswerda
  - Kostel svatého Michaela – filiální kostel, Bretnig-Hauswalde
  - Kaple Panny Marie – kaple, Pulsnitz
- Římskokatolická farnost Crostwitz
  - Kostel svatého Šimona a Judy – farní kostel, Crostwitz
  - Kostel Nejsvětějšího srdce Ježíšova – filiální kostel, Königswartha
- Římskokatolická farnost Ebersbach-Neugersdorf
  - Kostel svatého Josefa – farní kostel, Neugersdorf
  - Kostel Nejsvětějšího srdce Ježíšova – filiální kostel, Ebersbach
- Římskokatolická farnost Kamenec
  - Kostel svaté Maří Magdalény – farní kostel, Kamenec
  - Kostel Povýšení svatého Kříže – filiální kostel, Königsbrück
  - Kaple Matky dobré rady – lesní kaple, Oßling
- Římskokatolická farnost Leutersdorf
  - Kostel Nanebevzetí Panny Marie – farní kostel, Leutersdorf
  - Kaple svatého Tomáše Akvinského – kaple, Eibau
  - Kostel Neposkvrněného početí Panny Marie – filiální kostel, Großschönau
- Římskokatolická farnost Löbau
  - Kostel Jména Panny Marie – farní kostel, Löbau
  - Kostel svatého Bonifáce – filiální kostel, Herrnhut
  - Kaple svatého Jindřicha – kaple, Schönbach
- Římskokatolická farnost Nebelschütz
  - Kostel svatého Martina – farní kostel, Nebelschütz
  - Kaple – kaple, Piskowitz
- Římskokatolická farnost Oppach
  - Kostel svatého Antonína – farní kostel, Oppach
- Římskokatolická farnost Ostritz
  - Kostel Nanebevzetí Panny Marie – farní kostel, Ostritz
- Římskokatolická farnost Ostro
  - Kostel svatého Benna – farní kostel, Ostro
- Římskokatolická farnost Radibor
  - Kostel Panny Marie Růžencové – farní kostel, Radibor
  - Kostel Neposkvrněného početí Panny Marie – filiální kostel, Sdier
- Římskokatolická farnost Ralbice
  - Kostel svaté Kateřiny – farní kostel, Ralbice
  - Kaple Matky Boží – kaple, Räckelwitz
  - Kostel Nanebevzetí Panny Marie – filiální kostel, Róžant
- Římskokatolická farnost Schirgiswalde
  - Kostel Nanebevzetí Panny Marie – farní kostel, Schirgiswalde
  - Kostel svatého Josefa – filiální kostel, Großpostwitz
  - Kostel Všech svatých – filiální kostel, Sohland an der Spree
  - Kostel svaté Barbory – filiální kostel, Wilthen
  - Kaple svatého Kříže – kaple, Schirgiswalde
  - Kaple Panny Marie v lese – kaple, Schirgiswalde
  - Kaple bratra Klause – kaple, Schirgiswalde
  - Kaple v pečovatelském domě svatého Antonína – kaple, Schirgiswalde
  - Kaple svatého Ducha – hřbitovní kaple, Schirgiswalde
- Římskokatolická farnost Storcha
  - Kostel Nejsvětějšího srdce Ježíšova – farní kostel, Storcha
- Římskokatolická farnost Žitava
  - Kostel Navštívení Panny Marie – farní kostel, Žitava
  - Kostel svatého Konráda z Parzhamu – filiální kostel, Hirschfelde
  - Kostel svatého Petra Canisia – filiální kostel, Olbersdorf

## Kláštery
- Klášter Marienthal v Ostritz
- Klášter Marienstern v Panschwitz-Kuckau